# Lampeter
Lampeter (velšsky Llanbedr Pont Steffan nebo Llambed) je město v hrabství Ceredigion ve Walesu. Podle sčítání obyvatel v roce 2001 zde žilo 2894 lidí.
Nacházel se zde normanský hrad nazvaný Pont Steffan, který byl ale roku 1187 po napadení Owainem Gwyneddem zničen. V osmnáctém století zde bylo založeno několik podniků na výrobu vlněného zboží. Roku 1822 zde vznikla teologická univerzita, která je nejstarší univerzitní kolejí ve Walesu. V roce 1850 byl na místní univerzitě založen první velšský ragbyový tým. Roku 1921 tu byl odhalen válečný památník, jehož autorem byl velšský sochař Goscombe John.
Partnerským městem Lampeteru je francouzská obec Saint-Germain-sur-Moine.